# Wspólna baza

Wzmacniacz ze wspólną bazą

Wspólna baza – jeden z trzech podstawowych układów wzmacniaczy na tranzystorach bipolarnych, odpowiednik układów ze wspólną bramką na tranzystorach FET i ze wspólną siatką na lampach elektronowych; pozostałe dwa układy wzmacniaczy to układy ze wspólnym kolektorem oraz ze wspólnym emiterem.
Zasadniczą cechą tego rodzaju wzmacniaczy jest to, że wzmacniane napięcie sygnału wejściowego podawane jest pomiędzy bazę a emiter tranzystora, natomiast sygnał po wzmocnieniu odbierany jest spomiędzy bazy i kolektora. Baza jest więc "wspólna" dla sygnałów wejściowego i wyjściowego - stąd nazwa.
Układ ze wspólną bazą ma wzmocnienie napięciowe większe od jedności oraz niską impedancję wejściową. Rzadko używany dla niskich częstotliwości. Głównie tylko tam, gdzie zachodzi potrzeba dopasowania do źródeł sygnału o małej impedancji wyjściowej, np. w przedwzmacniaczach do mikrofonów magnetoelektrycznych z ruchomą cewką. Inną cechą wzmacniaczy ze wspólną bazą jest brak efektu Millera (we wzmacniaczach ze wspólnym emiterem zwiększa on pojemność wejściową niekorzystnie wpływając na parametry w zakresie wyższych częstotliwości), dzięki czemu układ zazwyczaj jest wykorzystywany we wzmacniaczach wysokiej częstotliwości, np. w głowicach UKF.